# Liste de chansons concernant des personnalités politiques
Vous pouvez aider à l'améliorer ou bien discuter des problèmes sur sa page de discussion.
- Il peut contenir un travail inédit ou des déclarations non vérifiées. Vous pouvez l’améliorer en ajoutant des références. (Marqué depuis décembre 2018)

Vous pouvez aider à l'améliorer ou bien discuter des problèmes sur sa page de discussion.
- Il ne cite pas suffisamment ses sources. Vous pouvez indiquer les passages à sourcer avec {{référence nécessaire}} ou {{Référence souhaitée}}, et inclure les références utiles en les liant aux notes de bas de page. (Marqué depuis décembre 2018)
- Il doit être recyclé. La réorganisation et la clarification du contenu sont nécessaires. (Marqué depuis décembre 2018)

- Archive Wikiwix
- Bing
- Cairn
- DuckDuckGo
- E. Universalis
- Gallica
- Google
- G. Books
- G. News
- G. Scholar
- Persée
- Qwant
- (zh) Baidu
- (ru) Yandex
- (wd) trouver des œuvres sur Wikidata

Cet article présente une liste de chansons concernant des personnalités politiques (hommes d'État, élus ou militants), classée par l'Etat, la région ou le peuple d'appartenance de ces personnalités.

## Allemagne/ anciens États et tribus germaniques

### Adolf Hitler
- Hitler Has Only Got One Ball, paroles par Toby O'Brien
- Hitler Was a Sensitive Man par Anal Cunt
- Two Little Hitlers par Elvis Costello, évoquant Adolf Hitler
- Le bruit des bottes par VII et 1984 (2013)

### Heinrich Himmler
- Soleil Noir par VII (2014)

### Autres
- Quark (neuer Text - 135 % politisch korrekt) par Die Ärzte, évoquant Helmut Kohl

## Algérie

### Abdelaziz Bouteflika
- Alger Roi par Médine (2017), évoque aussi Che Guevara et Frantz Fanon

## Afrique du Sud

### Neil Aggett
- Asimbonanga (Mandela) par Johnny Clegg & Savuka, mentionne Nelson Mandela, Steve Biko, Victoria Mxgenge, et Neil Aggett
- Jonathan par Renaud, dédié à Johnny Clegg, et évoquant Steve Biko, Neil Aggett et Éloi Machoro

### Nelson Mandela

#### En français
- Mandela, Michel Orso (2010)
- Mandela (Apartheid, tout le monde est là), Gilles Langoureau (1987)
- Mandela, pendant ce temps, Francis Cabrel (2015)
- Mandela song, Christiane Oriol (1999)
- Les mots de Mandela, Fred Blondin (2018)
- Nelson Mandela, Gérard Delahaye (2006)

#### En anglais
- Asimbonanga (Mandela) par Johnny Clegg & Savuka, mentionne Nelson Mandela, Steve Biko, Victoria Mxenge, et Neil Aggett
- Free Nelson Mandela par The Special AKA
- Mandela Day par Simple Minds
- Mister President par Brenda Fassie

### Steve Biko
- Asimbonanga (Mandela) par Johnny Clegg & Savuka, mentionne Nelson Mandela, Steve Biko, Victoria Mxgenge, et Neil Aggett
- Biko par Peter Gabriel
- Jonathan par Renaud, dédié à Johnny Clegg, et évoquant Steve Biko, Neil Aggett et Éloi Machoro

## Autriche

### Franz Ferdinand
- All For You Sophia par Franz Ferdinand évoquant l'assassinat de François-Ferdinand et de sa femme Sophia

### Kurt Waldheim
- Good Evening Mr Waldheim par Lou Reed

## Birmanie(Myanmar)

### Aung San Suu Kyi
- Walk on par U2 (2000)
- Aung San Suu Kyi par Jane Birkin (2008)
- Enfant du destin - Nour par Médine (2017)

## Burkina Faso

### Thomas Sankara
- Le Capitaine par Sams'K LeJah avec Ismael Isaac
- Pour que vive sa mémoire par Sams'K LeJah
- Sankara du Burkina par Sams'K LeJah
- Sankara la prophétie par Sams'K LeJah
- La Patrie ou la mort par Didier Awadi et Smokey
- A qui profite le crime par Smokey
- Sankara par Jahill
- Sankara par Bationo Kizito
- Sankara par Cheikh Lô
- Thomas Sankara par Abdoulaye Traoré
- Africa n'oublie pas Thomas Sankara par Phenoemen X
- Masquerade par le groupe Fitt Band Experience
- La Colombe par Natremy
- Thomas Sankara par Kara
- Thomas Sankara par Groupe Kinkeliba
- L’Incorruptible est mort par APKASS
- The Thomas Sankara cd par Ganaian
- Bir ki mbo (le démiurge) par Koulsy Lamko
- Super-héraut par ZALEM MC

## Cameroun

### Paul Biya
- Lettre au président par Valsero (2009)
- Motion de soutien par Valsero (2016)

## Canada

### Tommy Douglas
- Les Souris et les chats par La Chanson du Dimanche, largement inspirée d'un discours de Tommy Douglas

### René Lévesque
- Lettre à Lévesque par Les Cowboys fringants

### Louis Joseph Papineau
- Papineau par Alexandre Belliard (2013)

### Louis Riel
- Riel par Alexandre Belliard (2013)

## Carthage

### Hannibal Barca
- The rise of Hannibal par Ex Deo (2016)
- Crossing of the Alps par Ex Deo (2017)

## Chili

### Augusto Pinochet
- El Presidente par Drugstore
- Giscard complice par Les Wampas (2003) sur Valéry Giscard d'Estaing et Augusto Pinochet
- Hexagone par Renaud (1975), parle d'Augusto Pinochet, mais aussi de la semaine sanglante de 1871, mais aussi de l'affaire de la station Charonne, de l'Espagne franquiste et des anarchistes

### Autres
- Allende par Léo Ferré
- Complainte de Pablo Neruda par Jean Ferrat (1994)

## Chine

### Mao Zedong
- Mao et moa de Nino Ferrer (1967), moquant la mode du maoïsme
- Mao par Ludwig von 88 (2001)
- Mao Boy! par Indochine (2002)
- Made in China par 22 Longs Riffs (2010), évoquant les dérives du Parti communiste chinois

## Cuba

### Ernesto Che Guevara
- Hasta siempre par Carlos Puebla
- Hasta la victoria siempre par Exstar
- La jeunesse ne t'oublie pas par Line et Willy (1969)
- Hasta siempre par Nathalie Cardone (1999)
- La mort du Che par Bernard Lavilliers (2004)
- Commandante par les Fatals Picards (2007)
- Alger Roi par Médine (2017), évoque aussi Abdelaziz Bouteflika et Frantz Fanon

## Espagne

### Francisco Franco
- Lit de mort par VII (2015), parle des fascistes espagnols, des anarchistes basques, de l'ETA et du GAL
- Petit pays par Skalpel et VII (2019)

### Juan CarlosIer
- No al Borbó par Valtonyc (2012), parle aussi du Grapo et de l'ETA

## Égypte

### Égypte antique

#### Néfertiti
- Néfertiti par France Gall (1967)
- Néfertiti par Pascal Parisot
- Peplum par Médine (2008)

#### Cléopâtre VII
- L'album Public Glory, Secret Agony de White Skull (2000), parle de Cléopâtre VII et de Jules César
- Peplum par Médine (2008)

#### Autres
- Powerslave par Iron Maiden (1984), sur les Pharaons en général

## États-Unis

### George H. W. Bush
- Bush League par Lost Dogs
- Kalhoun par Daniel Amos
- Killing Bush par Paris
- N.W.O. par Ministry
- This Administration par Cindy Lee Berryhill (écrit par Kirk Kelly)
- Those Damned Blue Collar Tweekers par Primus, évoquant Bush et son administration
- Mosh par Eminem

### George W. Bush
- 137 Executions And Not One Innocent Man par Rod MacDonald
- Bushleaguer par Pearl Jam
- Could He Treat You Better? par The Posies
- David par Nellie McKay (mentionne Bush)
- Dear Mister President par Pink
- D'Georges Bouch par Chanson plus bifluorée
- Dubya (a.k.a. Movie Love) par Fræbbblarnir
- Favorite Son par Green Day
- Holiday par Green Day Zeig heil to the president gasman (mentionne Bush)
- I Want You Gone par Laura Love
- Jet Pilot par Son Volt
- Liar, Liar, Pants on Fire Chuck Brodsky
- Megalomaniac par Incubus
- Mosh par Eminem
- Seconds par Le Tigre
- Shoot The Dog par George Michael
- Square Dance par Eminem
- We Got Back The Plague par The Fiery Furnaces
- When the President Talks to God par Bright Eyes
- When U Find Someone par Ken Stringfellow
- World That He Wants par Jamiroquai
- I Wanted to be Wrong par R.E.M.
- Final straw par R.E.M. sur la guerre en irak
- Deux victimes, un coupable par Sinik
- Ma Nouvelle-Orléans par Eddy Mitchell
- Le Seul Survivant par Eddy Mitchell
- Alzheimer par Matmatah (2004)

Le projet Rock Against Bush a abouti à la création de deux volumes composés de musiques interprétées par différents artistes.

### John F. Kennedyet sa famille

#### En français
- C'est la fête quand Bob Kennedy, Sttellla (1998)
- Cheveux longs et idées courtes par Johnny Hallyday (1966), Kennedy et Gandhi sont mentionnés
- Elle s’appelait Rose Kennedy, Jeane Manson (1997)
- John Kennedy, Les Alexandrins (1967)
- Kennedy, Daran (2012)
- Kennedy, Linda de Suza (1983)
- Kennedy Rose, Benjamin Biolay (2001)
- Kennedy Rose, Johanne Blouin (2005)
- Kennedy Rose par Patricia Kaas (1990)
- Marilyn et John par Vanessa Paradis (1988)
- Ne crois pas ça par Johnny Hallyday (1965)

#### En anglais
- Abraham, Martin, and John par Dion DiMucci, évoquant aussi Abraham Lincoln, Martin Luther King, et Robert F. Bobby Kennedy non mentionné dans le titre
- Bullet par The Misfits
- Crucifixion par Phil Ochs
- Dallas 1 PM par Saxon groupe de hard rock et de heavy metal anglais (album Strong Arm of the Law)
- Happy Birthday Mr President par Marilyn Monroe
- I Shall Be Free par Bob Dylan (mentionne John F. Kennedy et Charles de Gaulle)
- Kings par Steely Dan, évoquant Richard Ier et Jean d'Angleterre (représentation de Nixon et de Kennedy)
- Post World War II Blues par Al Stewart, cite Robert F. Kennedy et Aneurin Bevan
- Rose Kennedy par Benjamin Biolay (sur l'album éponyme de 2001) : évocation du destin tragique de ses fils.
- Sad Day in Texas par Otis Spann, évoquant son assassinat
- Sympathy for the Devil par the Rolling Stones, la chanson mentionne le Tsar Nicolas II de Russie, sa fille Anastasia Nikolaïevna de Russie ainsi que la famille Kennedy
- That was the President par Phil Ochs

### Abraham Lincoln
- Abraham, Martin, and John par Dion DiMucci, évoquant aussi Martin Luther King, et John F. Kennedy et Robert F. Bobby Kennedy non mentionné dans le titre
- Decatur par Sufjan Stevens
- Talkin' World War III Blues par Bob Dylan; mentionne Abraham Lincoln

### Martin Luther King
- Abraham, Martin, and John par Dion DiMucci, évoquant aussi Abraham Lincoln, et John F. Kennedy et Robert F. Bobby Kennedy non inclus dans le titre
- Happy Birthday par Stevie Wonder
- MLK par U2
- Pride (In the Name of Love) par U2
- Wake Up par Rage Against the Machine
- Martin Luther King par Pierre Selos (1973)
- Musique nègre par Kery James, Lino et Youssoupha (2016), en réponse aux propos racistes d'Henry de Lesquen, évoque Martin Luther King mais aussi Huey P. Newton, Toussaint Louverture, Napoléon Bonaparte et Alain Soral

### Richard Nixon
- Young americans par David Bowie (mentionne Nixon)
- Campaigner par Neil Young
- Kings par Steely Dan, évoquant Richard Ier et Jean d'Angleterre (représentation de Nixon et de Kennedy)
- Ohio par Crosby, Stills, Nash and Young (mentionne Nixon)
- You Haven't Done Nothin'  par Stevie Wonder
- He's Misstra Know It All par Stevie Wonder
- Richard Nixon par Rodd Keith
- Dickie's such an asshole par Frank Zappa
- H20Gate blues par Gil Scott Heron
- The Love of Richard Nixon par Manic Street Preachers

### Barack Obama
- Keep the Change par Hank Williams Jr.
- My President par Young Jeezy
- Oh Barack par La Chanson du Dimanche
- We Are the Ones par will.i.am et d'autres artistes.
- Yes We Can par will.i.am et d'autres artistes.

### Léonard Peltier
- Leonard Peltier par Little Steven (1989)
- Ya'at'eeh par Les Ramoneurs de menhirs (2010)
- Freedom, chanson du groupe Américain Rage Against the Machine dans l'album portant le nom du groupe.
- Leonard's song par Renaud (2006)
- Leonard Peltier Free! par Fermin Muguruza (2002)
- L. Peltier Freedom Now par Indiannation (1994)
- Trop de choses à dire par Rockin' Squat et Taïro (2000)
- Left for Dead par Tony Hymas (1994)
- Self defense par Médine (2008), cite aussi Malcolm X et Christiane Taubira
- Leonard Peltier in a Cage par The Goats (1992)
- Peltier par Norm Rejection (2014)
- Wounded knee 73 par Satan Jokers (1985)

### Franklin D. Roosevelt
- Dear Mrs. Roosevelt par Bob Dylan et The Band
- FDR in Trinidad par Attila the Hun
- Tell Me Why You Like Roosevelt par Otis Jackson

### Donald Trump
- Donald Trump par Mac Miller (2011)
- Up Like Trump par Rae Sremmurd (2015)
- FDT par YG (2016)
- Donald Trump par La Fouine (2016), évoque aussi Jean-Marie Le Pen
- The Party's Over par Prophets of Rage (2016)
- Demagogue par Franz Ferdinand (2016)
- Million Dollar Loan par Death Cab for Cutie (2016)
- World Leader Pretend par R.E.M. (2016)
- Little Failure par Moby& The Void Pacific Choir (2016)
- Trumpy Trump par The Cooties & Reggie Watts (2016)
- Before the Wall par Kyle Craft (2016)
- If You're Gonna Build a Wall par Anthony D'Anato (2016)
- Same Old Lie par Jim James (2016)
- Campaign Speech par Eminem (2016)
- The Demagogue par Lila Downs
- The Clown par Ryan Miller
- Light par Big Sean (2017)
- Rockabye Baby par Joey Bada$$ (2017)
- Erupt & Matter par Moby & The Void Pacific Choir (2017)
- PDM par Kery James et Kalash Criminel (2018), en réponse aux propos de Donald Trump lorsqu'il a qualifié plusieurs pays sud-américains et africains de « pays de merde »[1]
- Saturne par Nekfeu, Sneazzy et S.Pri Noir (2016), évoque aussi Manuel Valls, Nicolas Sarkozy, et Benyamin Netanyahou

### Autres
- Abominations par LazyScamn, sur John Quincy Adams
- Bad Boy Bill par Loudon Wainwright III sur Bill Clinton
- California Uber Alles par the Dead Kennedys, évoquant Jerry Brown
- Civil War par Guns N' Roses
- Exhuming McCarthy par R.E.M., évoquant Joe McCarthy et le compare à Ronald Reagan
- George Murphy par Tom Lehrer, évoquant le sénateur George Murphy
- I Shall Be Free No. 10 par Bob Dylan, mentionne Barry Goldwater
- James K. Polk par They Might Be Giants
- Joan of Arc par Leonard Cohen, évoquant Huey P. Long
- Post World War II Blues par Al Stewart, évoquant Dwight Eisenhower (as Uncle Ike)
- President Garfield par Juliana Hatfield évoquant James Garfield
- The Mayor par Rasputina, refers to an unspecified president
- Sweet Home Alabama par Lynyrd Skynyrd, cite le gouverneur d'Alabama George Wallace
- Harry Truman par Mindless Self Indulgence
- Those Were the Days (Theme from All in the Family), mentionne Herbert Hoover
- Warren Harding par Al Stewart
- White House Blues par Charley Poole and the North Carolina Ramblers, évoquant l'assassinat de William McKinley
- Marcus Garvey par Burning Spear
- Only a Pawn in their Game par Bob Dylan, évoquant Medgar Evers
- Oxford Town par Bob Dylan, évoquant James Meredith
- Self defense par Médine (2008), citations de Malcolm X, évoque aussi Léonard Peltier et Christiane Taubira

## France/Royaumes francs

### Moyen-Âge etAncien Régime

#### ClovisIer
- Clovis par Vae Victis (1996), éloge

#### Dagobert Ier
- Le Bon Roi Dagobert (XVIIIe siècle)

#### Charlemagne
- La Chanson de Roland par Turold (XIe siècle), chanson de geste légendaire faisant office de propagande, évoque une version idéalisée de Charlemagne et de Roland
- Sacré Charlemagne, chanté par France Gall (1964)
- Marie, Pierre et Charlemagne par Maxime Le Forestier (1973)

#### Jean-Baptiste Colbert
- Rap Francophone par Sizif (2015), fait aussi référence à Jacques Mesrine, Philippe Pétain, Molière et à la décapitation de Louis XVI

#### Louis XVI
- La Prise de la Bastille, chant révolutionnaire (recueilli par Louis Damade dans Histoire chantée de la première République en 1892)
- Chanson contre le ci-devant roi et sur les trahisons de l'exécrable Bouillé, chant révolutionnaire (recueilli par Louis Damade dans Histoire chantée de la première République en 1892)
- Hymne en l'honneur des Marseillais, des Brestois et de tous nos braves Sans-culottes par Thomas Rousseau
- La Carmagnole du café d'Yon par Déduit
- La Trahison punie par Ladré
- Au ci-devant Roi, chant populaire (recueilli par Louis Damade dans Histoire chantée de la première République en 1892)
- Parodie sur la complainte de Louis Capet, chant populaire
- Couplets des patriotes du Faubourg Saint-Antoine par le citoyen Radet (recueilli par Louis Damade dans Histoire chantée de la première République en 1892)
- Le Réveil du peuple par J-M Souriguière et Pierre Gaveau (recueilli par Louis Damade dans  Histoire chantée de la première République en 1892)
- La révolution Française, opéra Rock de Claude-Michel Schönberg (1973), parle aussi de Maximilien de Robespierre, du marquis de La Fayette, Napoléon Bonaparte, Charlotte Corday, Charles-Maurice de Talleyrand, George Danton, Jean-Paul Marat, et des Chouans
- Rap Francophone par Sizif (2015), fait référence à la décapitation de Louis XVI, mais aussi à Jacques Mesrine, Philippe Pétain, Molière et

Autres
- Cavelier de La Salle par Alexandre Belliard (2013)
- Merde à Vauban par Léo Ferré

### De laMonarchie constitutionnelleà la chute duSecond Empire

#### Georges Danton
- Danton par Michel Sardou (1971)
- La révolution Française, opéra Rock de Claude-Michel Schönberg (1973), parle aussi de Maximilien de Robespierre, Louis XVI, du marquis de La Fayette, Napoléon Bonaparte, Charlotte Corday, Charles-Maurice de Talleyrand, Jean-Paul Marat, et des Chouans

#### Napoléon Ier
- Symphonie no 3 par Ludwig von Beethoven (1803-1805), d'abord dédiée à Napoléon Bonaparte, puis la dédicace est finalement retirée
- L'Ajaccienne, hymne apparu en 1848 à Ajaccio
- Napoléon est mort à Sainte-Hélène, comptine pour enfants
- Sous Napoléon par Paul Lack (1910)
- Napoleon par Lena Horne (1958)
- Napoléon IV par Jean Ferrat (1962)
- C'est d'la faute à Napoléon par Annie Cordy (1965)
- La révolution Française, opéra Rock de Claude-Michel Schönberg (1973), parle aussi de Maximilien de Robespierre, Louis XVI, du marquis de La Fayette, Charlotte Corday, Charles-Maurice de Talleyrand, George Danton, Jean-Paul Marat, et des Chouans
- Waterloo par ABBA (1974)
- Napoléon par Nicolas Peyrac (1974)
- Postcard From Waterloo par Tom Verlaine (1982)
- L'album Napoléon par Serge Lama (1984)
- Poor Napoleon par Elvis Costello (1986)
- Napoléon par Raymond Devos (1992)
- Napoléon par Bérurier Noir (1995)
- Done with Bonaparte par Mark Knopfler (1996)
- Napoleon par Ani DiFranco (2006)
- Napoleon Says par Phoenix (2006)
- Musique nègre par Kery James, Lino et Youssoupha (2016), en réponse aux propos racistes d'Henry de Lesquen, évoque Napoléon Bonaparte mais aussi Martin Luther King, Huey P. Newton, Toussaint Louverture et Alain Soral

#### Napoléon III
- Raison d'état par Paris Violence (2010), parle aussi de la révolution de 1848, de la Commune de Paris de 1871 et du député Alphonse Baudin

#### Adolphe Thiers
- Ma France par Jean Ferrat (1969), cite Adolphe Thiers

#### Autres
- Monsieur Victor Hugo par Nicole Louvier (1990)
- Raison d'état par Paris Violence (2010), parle du député Alphonse Baudin, mais aussi de la révolution de 1848, de la Commune de Paris de 1871 et de Napoléon III
- La révolution Française, opéra Rock de Claude-Michel Schönberg (1973), parle de Maximilien de Robespierre, Louis XVI, du marquis de La Fayette, Napoléon Bonaparte, Charlotte Corday, Charles-Maurice de Talleyrand, George Danton, Jean-Paul Marat, et des Chouans

### Troisième Républiqueetrégime de Vichy

#### Gaston Doumergue
- Dites-moi Doumergue (1928) de Jack Cazol, parodie de Dites-moi ma mère (1927) de Maurice Yvain et Albert Willemetz, chantée par Maurice Chevalier[2].

#### Jean Jaurès
- Jaurès par Jacques Brel
- Jaurès par Zebda (1998)

#### Missak Manouchian
- L'Affiche rouge par Léo Ferré (1959), reprise du poème de Louis Aragon sur Missak Manouchian et son groupe de résistants

#### Jean Moulin
- Hexagone par Renaud (1975)
- Jean Moulin par Mickey 3D (2001)

#### Philippe Pétain
- Maréchal, nous voilà ! par André Dassary, éloge, devenue hymne du Régime de Vichy
- Les fils de Pétain par Pierre Dac (1943), critique du régime de Vichy, évoque aussi Paul Marion, Joseph Darnand, Jacques Doriot, Pierre Laval et Philippe Henriot
- Les Deux Oncles par Georges Brassens (1964)
- Maréchal par Juliette Gréco
- Hexagone par Renaud (1975)
- Eldorado par Hugo TSR (2011)
- Le bruit des bottes par VII et 1984 (2013)
- Rap Francophone par Sizif (2015), fait aussi référence à Jacques Mesrine, Jean-Baptiste Colbert, Molière et à la décapitation de Louis XVI

#### Raymond Poincaré
- C'est m'sieur Poincaré par Charlus (1913)

#### Louis Rossel
- La complainte de Rossel par Rosalie Dubois (1978)

#### Adolphe Thiers
- Raccourci : Musiques sur Adolphe Thiers

#### Autres
- Darquier par Trust (1992)

### Quatrième RépubliqueetCinquième République

#### Charles de Gaulle
- As-tu touché le tiercé ? par Jack Gauthier (1959)
- Mon général par Léo Ferré (1961)
- Ils ont voté par Léo Ferré (1968)
- I shall be free par Bob Dylan (1963), mentionne aussi John Fitzgerald Kennedy
- Inventaire 1966 par Michel Delpech (1966)
- Tu le regretteras par Gilbert Bécaud, (1965) dans laquelle, il s'adresse à la France en la tutoyant et en lui parlant des regrets qu'elle aurait si Charles de Gaulle, Président de la République, quittait la présidence
- Monsieur le Président de France, par Michel Sardou (1970)
- De France par Serge Lama (1980)
- 1965 par Michel Sardou (1985)
- De Gaulle par Mireille Mathieu (1989)
- Surfin' Colombey par Les Wampas sur la réédition CD de l'album Chauds, sales et humides (1988) met en scène un de Gaulle qui se fait passer pour mort depuis 20 ans et repense à sa vie en regardant la houle.
- Le Général de Gaulle dans la 5e dimension par Arthur H (1992)
- L’Arc-en-ciel d’un quart d’heure par Joël Favreau (2001), sur un texte original de Georges Brassens, dans lequel ce dernier rend hommage à Charles de Gaulle

#### Georges Pompidou
- Pom pom pom pidou par Miguel Cordoba (1964)
- Pompi que dalle par Jehan Jonas (1966)
- Vive le Gabon et M. Pompidou par Les Gabonais (1973)
- We Love You Monsieur Pompidou par Archibald (1973)
- La Mort des loups par Léo Ferré (1975), dans laquelle il invective — en introduction — le président à propos de l'exécution de Buffet et Bontems
- Il était un petit ministre par André Pacher (collectage réalisé en 1990)
- Pompidou par Les Wampas (1998)
- Pompidou par Monsieur Poli (2005)
- Pompidou par François Morel (2006)

#### Valéry Giscard d'Estaing
- Le Giscardéon par Sophie Darel (1974)
- La Biguine à Giscard par Gérard La Viny (1975)
- Giscard Bongo par Tchibanga (1976)
- Killer Man par Gazoline (1977)
- Le Président et l’Eléphant par Gilbert Laffaille (1977)
- Le Clochard des jumbos par Michel Polnareff (1978)
- Quand t’es dans le désert par Jean-Patrick Capdevielle (1979)
- Giscard complice par Les Wampas (2003) sur Valéry Giscard d'Estaing et Augusto Pinochet
- Giscard par Ganesh2 (2016)

#### François Mitterrand
- Le Poing et la Rose par Leny Escudero (1980)
- Regarde par Barbara (1981)
- Le Changement par François Béranger (1982)
- L'emmerdant, c'est la rose par Thierry Le Luron (1984) (détournement de L'important, c'est la rose, de Gilbert Bécaud)
- Tonton par Renaud (1991)
- Baltique par Renaud (2002)
- Au départ par Alex Beaupain (2011)
- Elle rêve encore par Hoshi (2018)

#### Jacques Mesrine
- Instinct de mort par Trust (1980)
- Rap Francophone par Sizif (2015), fait aussi référence à Philippe Pétain, Jean-Baptiste Colbert, Molière et à la décapitation de Louis XVI

#### Arlette Laguiller
- Prolétaire (Arlette 2, le retour) par Ludwig von 88 sur Charles Pasqua, le titre évoque Arlette Laguiller
- Arlette Laguiller par Alain Souchon

#### Jacques Chirac
- Jacques Chirac maintenant, chanson de la campagne de 1981
- Paris la nuit (ronde de nuit) par la Mano Negra (1991)
- Le Bruit et l'odeur par Zebda (1995)
- Jacques Chirac (avec humanité et cœur) par Ludwig von 88 (1996)
- La Débâcle par Mano Solo et les Frères Misère (1996)
- Le Grand Jacques par Mickey 3D (1999)
- Paris par Tryo (2000)
- À tous les Français par Belle Campagne (2002)
- Bienvenue en Chiraquie par Sinsemilia (2004)
- Anarchie en Chiraquie par Parabellum, reprise par Svinkels (2005)
- Chirac en prison par Les Wampas (2006)
- Jacques Chirac par La Chanson du Dimanche (2009)
- Ma lettre au président par Axiom (rappeur) (2005)

#### Jean-Marie Le PenetMarine Le Pen
- Avec Jean-Marie je n'ai plus de peine par Isabella
- JM par Rasta Bigoud
- La Bête par Zebda
- La Bête est revenue par Pierre Perret
- La Flamme par Sinsemilia (1997), évoque aussi Adolf Hitler
- Election Blues par Les Brigandes (2017)
- Fils de France par Damien Saez, évoquant le premier tour de l'élection présidentielle de 2002
- Un couscous pour Jean-Marie par Les Betteraves
- Nique Le Pen par Sniper (2001)
- #JMLP par Kroc Blanc, Amalek et MC Armor (2015), éloge
- J'ai voté FN par Kroc Blanc (2014), éloge
- Tout le monde il est beau par Zazie
- Nique le système par Sinsemilia
- Porcherie par Bérurier noir (1989)
- Marine par Diam's (2004), sur Marine Le Pen
- Marine est là par Tryo (2012)
- Le 20.04.2005 par Philippe Katerine, raconte le cauchemar d'un homme poursuivi par Marine Le Pen dans la rue
- Marine Le Pen par les Fatals Picards
- Les Soixante-huitards par Les Brigandes (2016)
- Elle est facho par Renaud (2006)
- Eldorado par Hugo TSR (2011)
- Marine par Les Sales Majestés (2015)
- " J'aime mon pays" par Sexy sushi

Raccourci : musiques sur le Front National

#### Nicolas Sarkozy
- Bing ! Bang ! Bong !, par Les Brigandes (2015)
- Cet homme par Bhale Bacce Crew (2008)
- Résistance par WEC Family (2014)
- Sarkoland par Trust
- Ma France à moi par Diam's
- La Crise par l'Homme parle
- Le Petit Nicolas (+ de flics) par Sinsemilia
- Nicolas et Rachida par La Chanson du Dimanche
- Nicolas Police par Nicolas Police
- Nettoyage au kärcher par Keny Arkana
- Marcher droit par Tryo
- Un Hongrois chez les Gaulois par Zêdess
- La France du petit Nicolas par les Fatals Picards
- Ma parole, par HK et Les Saltimbanks
- La complainte du petit Nico par Les Clébards (2015), références à la polémique à la suite d'un débordement de Nicolas Sarkozy
- Un pour tous, tous pourris ! par Les Sales Majestés (2013)
- Les Républicains par Ganesh2 (2016)
- Sois pauvre et tais-toi par Les Sales Majestés (2010)
- Elle est facho par Renaud (2006)
- Résistance par Cali (2008)
- Mon Raymond par Carla Bruni
- Seul avec le diable par VII (2007)
- Bienvenue en France par La K-Bine (2009)
- Le bruit des bottes par VII et 1984 (2013)
- Saturne par Nekfeu, Sneazzy et S.Pri Noir (2016), évoque aussi Manuel Valls, Donald Trump, et Benyamin Netanyahou

#### Christiane Taubira
- Self defense par Médine (2008), citations de Malcolm X, évoque aussi Léonard Peltier
- Le retour du rap Français par Kery James (2009)

#### François Hollande
- Bing ! Bang ! Bong !, par Les Brigandes (2015)
- À l'Élysée par Philippe Katerine
- France par Séverin
- La Hollandouille par Fransoa Paname (2013)
- François sous la pluie par Mickey 3D
- Les Sans-dents par Les Glochos (2014), cette musique fait suite à la polémique dite des "sans-dents"
- DO! par Betical (2015), remix d'un discours du président fait en très mauvais anglais, moqué par les internautes francophones
- Flamby par Les Sales Majestés (2016)
- 49.3 par l'1consolable (2016), évoque aussi Manuel Valls

#### Manuel Valls
- Bing ! Bang ! Bong ! par Les Brigandes (2015)
- Manuel Valls par Ganesh2 (2015)
- Manu, Ciao par Ganesh2 (2018)
- Saturne par Nekfeu, Sneazzy et S.Pri Noir (2016), évoque aussi Donald Trump, Nicolas Sarkozy et Benyamin Netanyahou
- 49.3 par l'1consolable (2016), évoque aussi François Hollande
- Le jour où j’arrêterai le rap par Kery James (2018)

#### Patrick Balkany
- Patrick Balkany par Ganesh2 (2016)
- Racailles par Kery James (2016)
- Vodkamagra par Seth Gueko (2016)
- Patrick par Grand Corps Malade (2018)
- Tant de raisons par Skalpel et VII (2019), évoque aussi Emmanuel Macron

#### Louis XX de Bourbon
- Catho spleen par Les Brigandes (2016), évoque le prétendant au trône de France Louis de Bourbon

#### Jean-Luc Mélenchon
- Prends le pouvoir sur moi Jean-Luc par Victoire Passage (2012)
- Hypocrites (2016), Le Problème c'est celui de ceux qui se gavent et Réfléchissez (2017) par Khaled Freak, remix de discours
- La chanson de Mélenchon par Tai Reflections (2017)

#### François Fillon
- François Fillon par Ganesh2 (2017)
- Polaroïd Experience par Youssoupha (2018), évoque aussi Emmanuel Macron, Manuel Valls, Marion Maréchal Le Pen, Robert Ménard, Bernard Henri-Lévy et Alain Soral
- A fond avec Fillon par Golby (2017)[3]

#### Emmanuel Macron
- Squa par Nekfeu (2016), évoque aussi Mouammar Kadhafi et Charles Pasqua par le biais d'un jeu de mots avec le titre de la chanson ;
- Election Blues par Les Brigandes et Joël Labruyère (2017) ;
- Macron par Les Sales Majestés (2017) ;
- La poudre de perlimpinpin par Khaled Freak (2017), remix du débat du second tour de l'élection présidentielle française de 2017 face à Marine Le Pen ;
- Merci Macron ! par l'1consolable (2017), le titre est une référence au documentaire Merci Patron ! de François Ruffin ;
- Nature morte par Médine (2017) ;
- Gilets jaunes par Kopp Johnson (2018) ;
- Mohamed Salah par La Fouine (2018) ;
- Polaroïd Experience par Youssoupha (2018), évoque aussi Manuel Valls, Robert Ménard, Marion Maréchal Le Pen, François Fillon, Bernard Henri-Lévy et Alain Soral ;
- Gilets jaunes, colère noire par l'1consolable (2019), évoque aussi Benjamin Griveaux et Christophe Castaner ;
- Zone d'ombre par Skalpel et VII (2019) ;
- Tant de raisons par Skalpel et VII (2019), évoque aussi Patrick Balkany ;
- Manu dans l'cul (2019) de Damien Saez sur l'album Ni Dieu ni maître.

Raccourci : musiques sur le mouvement des Gilets Jaunes

#### Marion Maréchal Le Pen
- Christophe par Orelsan et Maitre Gims (2017), évoque aussi Bernard Tapie
- Marion Maréchal par Sofiane (2017)
- Polaroïd Experience par Youssoupha (2018), évoque aussi Emmanuel Macron, Manuel Valls, Robert Ménard, François Fillon, Bernard Henri-Lévy et Alain Soral

Raccourci : musiques sur le Front National

#### Robert Ménard
- Plan B par Grand Corps Malade (2018)
- Polaroïd Experience par Youssoupha (2018), évoque aussi Emmanuel Macron, Manuel Valls, Marion Maréchal Le Pen, François Fillon, Bernard Henri-Lévy et Alain Soral

#### Nadine Morano
- Téléphone arabe par Médine (2011)
- Morano par Ganesh2 mixée par Skyërn Aklea (2015)
- Mal-aimé par Nekfeu (2015)
- Don't Laïk par Médine (2015)
- Pourvu par Gauvain Sers (2017)

#### Alain Soral
- MC Soraal par Médine (2015)
- Musique nègre par Kery James, Lino et Youssoupha (2016), en réponse aux propos racistes d'Henry de Lesquen, évoque Alain Soral mais aussi Martin Luther King, Huey P. Newton, Toussaint Louverture, Napoléon Bonaparte
- Polaroïd Experience par Youssoupha (2018), évoque aussi Emmanuel Macron, Manuel Valls, Marion Maréchal Le Pen, Robert Ménard, François Fillon et Bernard Henri-Lévy

#### Autres
- Prolétaire (Arlette 2, le retour) par Ludwig von 88 sur Charles Pasqua, le titre évoque Arlette Laguiller
- Michèle dort sous la pluie par La Chanson du Dimanche évoquant Michèle Alliot-Marie
- Harlem Désir par Vincent Delerm
- Georges Marchais par Les Wampas
- François Bayrou par Ganesh2 (2017)
- Christine Boutin par Ganesh2 (2015)
- Oh José Bové par Chanson plus bifluorée
- Je vis caché par Renaud, évoque José Bové
- La Scottish à Collomb par Bistanclaque (2004), sur Gérard Collomb
- El Khomri par Ganesh2 mixée par Skyërn Aklea (2016)
- L'Empire du côté obscur par IAM, évoquant Jean-Claude Gaudin
- Musique nègre par Kery James, Lino et Youssoupha (2016), en réponse aux propos racistes d'Henry de Lesquen, évoque aussi Martin Luther King, Huey P. Newton, Toussaint Louverture, Napoléon Bonaparte et Alain Soral
- Ne m'approche pas par L'Affaire Louis' Trio, évoquant Bruno Mégret
- Venom par Médine (2018), évoque Edouard Philippe
- À bien regarder ; Rachida, évoque Rachida Dati (2009)

## Gabon

### Albert-Bernard Bongo
- Albert-Bernard Bongo – C'est Le Président Qu'il Nous Faut par Gérard La Viny et Georges Rawiri (parolier)[4],[5]

## Grèce/cités de Grèce antique

### Sparte

#### Léonidas Ier
- Peplum par Médine (2008)
- Sparta de Sabaton (2016)

### Macédoine

#### Alexandre le Grand
- Alexander the Great par Iron Maiden (1986)
- Alexander the Great par Iron Mask (2005)

## Ghana

### Kwame Nkrumah
- Birth of Ghana par Lord Kitchener

## Haïti

### Toussaint Louverture
- Musique nègre par Kery James, Lino et Youssoupha (2016), en réponse aux propos racistes d'Henry de Lesquen, évoque Alain Soral mais aussi Martin Luther King, Huey P. Newton, Toussaint Louverture, Napoléon Bonaparte*

## Huns

### Attila
- Attila le Hun par Hervé Christiani (1981)
- Atila the Hun par Saxon (2007)

## Inde

### Arundhati Ryo
- Mrs Roy par Tryo (2008)

## Italie/anciens États italiens

### Rome

#### Caton l'Ancien
- Carthago delenda est par Ex Deo (2017)

#### Spartacus
- L'album Spartacus de Ade (2013)

#### Jules César
- Peplum par Médine (2008)
- La pluie de Jules César par Michel Sardou (1980)
- Jules César (Polonaise Blankenese) par Le Grand Jojo (1982)
- L'album Public Glory, Secret Agony de White Skull (2000), parle de Cléopâtre VII et de Jules César
- L'album Helvetios de Eluveitie (2012), parle de la guerre des Gaules du point de vue celtique
- Invictus par Ex Deo (2012)

#### Brutus
- Peplum par Médine (2008)

#### Caligula
- Execution par ADX (1985)
- Caligulavoe par Them Crooked Vultures (2009)
- I, Caligvla par Ex Deo (2012)
- L'album Caligvla de Ex Deo (2012)
- Caligula par Le Karmapa (2018)
- Caligula par François Corbier (2018)

#### Tibère
- The Tiberius cliff par Ex Deo (2012)

#### Néron
- L'incoronazione di Poppea (Le Couronnement de Poppée) par Claudio Monteverdi (1642), opéra
- Nero par Anton Rubinstein (1879), opéra
- Nerone par Arrigo Boito (1924), opéra
- Nerone par Pietro Mascagni (1935), opéra
- RaelSan par Orelsan (2011), évoque Néron et l'incendie de Rome

#### Autres
- Hail Caesar de AC/DC (1979), sur les Empereurs romains en général

### Italie

#### Benito Mussolini
- Giovinezza par Giuseppe Blanc (1909 pour l'air), les paroles sont écrites tardivement pour devenir un hymne fasciste et font l'éloge de Mussolini

#### Silvia Federici
- Capturées de bonne heure par VII (2017), parle aussi sur les mouvements féministes du XXe siècle à nos jours et du STRASS

#### Silvio Berlusconi
- Carton rouge par Jean Bart (album Fin et suite, 1995), évoque la désillusion de certains italiens : « tu as voté Berlusconi, ma foi c'est cosy, mafia c'est comme ça »

Matteo Salvini
- Cartographie par Skalpel et VII (2019), évoque aussi La France Insoumise

## Iran

### Rouhollah Khomeini
- Monsieur Comédie par Trust (1980)

## Israël

### Benyamin Netanyahou
- Saturne par Nekfeu, Sneazzy et S.Pri Noir (2016), évoque aussi Manuel Valls, Nicolas Sarkozy, et Donald Trump

## Jamaïque

### Marcus Garvey
- Marcus Garvey par Burning Spear

### Brian Williamson
- Brian Williamson par Tryo (2012)

## Nouvelle-Zélande

### Norman Kirk
- Big Norm par Ebony

## Mexique

### Emiliano Zapata
- Adios Zapata ! par Renaud

## Roumanie

### Nicolae Ceaușescu
- Communiste par Ludwig von 88 évoquant Nicolae Ceaușescu et sa femme Elena

## Royaume-Uni

### Henri VIII
- I'm Henery the Eighth, I Am de Harry Champion (1910), repris par les Herman's Hermits en 1965[6]
- Album The Six Wives of Henry VIII de Rick Wakeman (1973), évoquant Henri VIII et ses épouses

### ÉlisabethIre
- The Looking Glass par Peter Bellamy

### Victoria
- Queen Victoria par Leonard Cohen
- Victoria par the Kinks

### Winston Churchill
- Mr. Churchill says par The Kinks (évoque aussi Max Aitken, 1er baron Beaverbrook, Bernard Montgomery et Louis Mountbatten)
- Post World War II Blues par Al Stewart, mentionne Winston Churchill and Harold Macmillan

### Élisabeth II
- Au pays d'Élisabeth par La Chanson du Dimanche
- Elizabeth My Dear par The Stone Roses
- God Save the Queen par the Sex Pistols
- The Queen is Dead (Take me back to dear old blighty) par The Smiths, évoquant Queen Elizabeth II et le Prince Charles

### Lady Diana
- Candle in the Wind 1997 par Elton John (1997 version), réécrite en hommage à Lady Diana (évoquant à l'origine Marilyn Monroe)
- Lady Diana, les Fatals Picards

### Margaret Thatcher
- The Evil Queen of England par Marty Willson-Piper
- Margaret On The Guillotine par Morrissey (1988)
- Miss Maggie par Renaud (1985)
- The Final Cut par Pink Floyd
- Stand Down Margaret par The Beat
- Tramp the Dirt Down par Elvis Costello

### Tony Blair
- Shoot the dog par George Michael évoquant Tony Blair, et sa femme Cherie Blair
- You and whose army? par Radiohead
- Deux victimes, un coupable par Sinik (2005)

### Autres
- Fotheringay par Fairport Convention, évoquant Marie Ire d'Écosse
- Kenneth baker par Bill Pritchard
- Kings par Steely Dan, évoquant Richard Ier et Jean d'Angleterre (probable référence à Richard Nixon et John F. Kennedy)
- Less than zero par Elvis Costello, évoquant Oswald Mosley
- Oliver's army par Elvis Costello, mentionne Oliver Cromwell
- Taxman par the Beatles, mentionne Harold Wilson et Edward Heath

## Russie/URSS

### Nicolas II
- Rasputin par Boney M., cite le tsar Nicolas II et son conseiller Raspoutine
- Sympathy for the devil par the Rolling Stones, mentionne aussi sa fille Anastasia Nikolaïevna de Russie ainsi que la famille Kennedy

### Mikhail Drozdovski
- Марш Дроздовского полка par Anna Marly (composition) et Dmitri Pokrass (1919)

### Vladimir Lénine
- Mélusine par Renaud (1977)
- Welcome Gorby par Renaud (1991)
- Notre chère Russie par Nino Ferrer (1993),évoque aussi Joseph Staline, Léon Trotski, Nikita Khrouchtchev, Leonid Brejnev, Mikhail Gorbatchev et Boris Eltsine
- Vladimir Illitch par Michel Sardou

### Joseph Staline
- Notre chère Russie par Nino Ferrer (1993),évoque aussi Vladimir Lénine, Léon Trotski, Nikita Khrouchtchev, Leonid Brejnev, Mikhail Gorbatchev et Boris Eltsine
- Stalin Wasn't Stallin' par le Golden Gate Quartet

### Léon Trotski
- Notre chère Russie par Nino Ferrer (1993),évoque aussi Vladimir Lénine, Joseph Staline, Nikita Khrouchtchev, Leonid Brejnev, Mikhail Gorbatchev et Boris Eltsine

### Nikita Khrouchtchev
- Budapest 56 par Paris Violence (2000)
- Notre chère Russie par Nino Ferrer (1993),évoque aussi Vladimir Lénine, Joseph Staline, Léon Trotski, Leonid Brejnev, Mikhail Gorbatchev et Boris Eltsine

### Mikhaïl Gorbatchev
- Welcome Gorby par Renaud (1991)
- Notre chère Russie par Nino Ferrer (1993),évoque aussi Vladimir Lénine, Joseph Staline, Léon Trotski, Nikita Khrouchtchev, Leonid Brejnev et Boris Eltsine

### Vladimir Poutine
- Такого как par Poiouchtchie vmeste (2006), éloge, propagande de campagne
- Putin Zassal par Pussy Riot (2012)
- Punk prayer - Mother of god, Putin put ! par Pussy Riot (2012), live illégal dans une église orthodoxe, qui leur a valu la prison
- Poutine par Lacrim (2015)
- Fils de P. par les Fatals Picards (2016)

### Boris Eltsine
- Notre chère Russie par Nino Ferrer (1993), évoque aussi Vladimir Lénine, Joseph Staline, Léon Trotski, Nikita Khrouchtchev, Leonid Brejnev et Mikhail Gorbatchev

## Suisse

### Christoph Blocher
- F*ck Blocher par Stress
- Mais où ? par Stress

### Jean Ziegler
- Jean Ziegler par Pierre Lautomne.

## Venezuela

### Hugo Chávez
- Balèze par Bernard Lavilliers et Tryo

## Yougoslavie
- Don Quichotte par les Pet Shop Boys cite notamment le roi Zog (Albanie) et le roi Alexandre de Yougoslavie.

## Hommes politiques en général
- La Marseillaise par Claude Joseph Rouget de Lisle (1792), évoquant les rois et tyrans Européens
- American Pie par Don McLean, ferait référence à des personnalités politiques des années 1960
- Die klügsten Männer der Welt par Die Ärzte
- Kingfish par Randy Newman
- Politician par Cream
- La Grande Illusion par Trust (1981)
- Le Pouvoir et la Gloire par Trust (1983)
- Politichiens par Molodoï (1990)
- Maîtres fous par Banlieue rouge (1993)
- Le Rapace par Les Rats (1991)
- Vote for me par Uncommonmenfrommars (2001)
- Rideaux de fer par Jeunesse Apatride (2002)
- Le Politicien par Les Sales Majestés (2002)
- Con de droite par Laréplik (2005)
- La Fin de leur monde par Akhenaton (2006), critiquant les politiciens et les dérives des États partout dans le monde
- Le Nouveau Président par Didier Super (2008)
- Lettre à la République par Kery James (2012), critiquant le racisme en politique et le colonialisme
- Racailles par Kery James (2016), critiquant les politiciens Français et leurs dérives
- Manipulez-nous mieux par Didier Super (2016 pour la deuxième version)

## Mouvements politiques

### Allemagne

#### Mouvements de résistance
- La Rose blanche par Mickey 3D (Sebolavy, 2016) évoque le groupe d'étudiants éponyme s'opposant à la dictature hitlérienne.

#### Mouvements sociauxen général
- Tout casser par Irie Révoltés (2013)

#### Mouvementsantifascistesen Allemagne
- Antifaschist par Irie Révoltés (2010)
- Antifascista par ZSK (2013)

### États-Unis

#### Black Panther Party
- Peplum par Médine (2008)

### France

#### Révolutionnaires de 1789
- La Marseillaise par Rouget de Lisle (1792)
- La Prise de la Bastille, chant révolutionnaire (recueilli par Louis Damade dans Histoire chantée de la première République en 1892)
- Hymne en l'honneur des Marseillais, des Brestois et de tous nos braves Sans-culottes par Thomas Rousseau
- La Carmagnole du café d'Yon par Déduit
- Couplets des patriotes du Faubourg Saint-Antoine par le citoyen Radet (recueilli par Louis Damade dans Histoire chantée de la première République en 1892)
- Le Réveil du peuple par J-M Souriguière et Pierre Gaveau (recueilli par Louis Damade dans  Histoire chantée de la première République en 1892)
- Aux armes ! par Melissmell (2010), références à La Marseillaise et à l'Internationale

#### Chouans
- La révolution Française, opéra Rock de Claude-Michel Schönberg (1973), parle aussi de Maximilien de Robespierre, Louis XVI, du marquis de La Fayette, Napoléon Bonaparte, Charlotte Corday, Charles-Maurice de Talleyrand, George Danton et Jean-Paul Marat

#### Révolutionnaires de 1848
- Le Chant des soldats de Pierre Dupont (1848)
- Le chant des paysans[7] de Pierre Dupont (1849)
- Raison d'état par Paris Violence (2010), parle aussi de la Commune de Paris de 1871, de Napoléon III et du député Alphonse Baudin

#### Fédérés parisiens et versaillais de laCommune de 1871
- Le temps des cerises par Jean Baptiste Clément (paroles) et Antoine Renard (composition) (1866-1868)
- L'internationale par Eugène Pottier (paroles) et Pierre Degeyter (composition) (1871-1888)
- La Marseillaise de la Commune par Madame Jules Faure (1871)
- Le Chant de l'internationale par Antonin Louis (composition), Paul Burani et Isch Vall (paroles) (1871)
- La Commune par un anonyme (1871)
- La danse des bombes par Louise Michel (1871)
- La journée du 18 mars par Charles More (1871)
- Le mouvement du 18 mars par Ferré Léger (1871)
- La semaine sanglante par Jean-Baptiste Clément (1871)
- Le Capitaine « Au mur » par Jean-Baptiste Clément
- La Terreur blanche par Eugène Pottier (1871)
- La République sociale par Emmanuel Delorme (1871)
- Vive la Commune par Eugène Châtelain (1871)
- Ouvrier prends la machine par Charles Keller (1874)
- Drapeau rouge par Paul Brousse (1877)
- Jean Misère par Eugène Pottier (1880)
- L'insurgé par Eugène Pottier (1885)
- Elle n'est pas morte ! par Eugène Pottier (1886)
- Le Tombeau des fusillés, paroles de Jules Jouy (1887)
- La semaine sanglante par Marc Ogeret (1969)
- L'album La Commune en chantant, regroupe des chants de la Commune interprétés par Marcel Mouloudji, Francesca Solleville et Armand Mestral (1970)
- Versaillais[8] par Jean-Edouard Barbe (1971)
- La Commune par Jean Ferrat (1972)
- Hexagone par Renaud (1975), parle de la semaine sanglante de 1871, mais aussi de l'affaire de la station Charonne, de l'Espagne franquiste et des anarchistes, et d'Augusto Pinochet
- La Commune est en lutte par Jean-Roger Caussimon et Philippe Sarde (1976), chanson écrite pour le film Le Juge et l'Assassin de Bertrand Tavernier
- L'album Die Pariser Commune, du groupe Oktober (1977)
- La complainte de Rossel par Rosalie Dubois (1978)
- Les cerisiers par Jean Ferrat (1985)
- Rue des fusillés par Molodoï (1992)
- La Commune par Vae Victis (1997)
- Dans la gueule du loup par les Têtes Raides (1998)
- Le Blues des communards par Alain Soler (1999)
- La semaine sanglante par Les Amis d'ta Femme (2003)
- L'album Le Cri du peuple - Chansons de la Commune 1871, de Francesca Solleville, Serge Utgé-Royo, Dominique Grange et Bruno Daraquy (2005), extrait de l'intégrale de la bande dessinée du même nom de Jean Vautrin et Jacques Tardi
- Vive la Commune par 10 rue d'la Madeleine (2006)
- La semaine sanglante par Francesca Solleville (2010)
- Raison d'état par Paris Violence (2010), parle aussi de la révolution de 1848, de Napoléon III et du député Alphonse Baudin
- La Barricade par Bernie (2010), référence à l'Internationale et éloge des émeutes
- Aux armes ! par Melissmell (2010), références à l'Internationale et à La Marseillaise

#### Résistance (1940 à 1945)
- Le Chant des partisans par Anna Marly (composition), Joseph Kessel et Maurice Druon (paroles) (1941-1943)
- L'Affiche rouge par Léo Ferré (1959), reprise du poème de Paul Éluard sur le groupe de résistance de Missak Manouchian
- Le Chant de la Libération par Leny Escudero (1997)
- Le Chant des partisans par Johnny Hallyday (2003)
- Le Chant des partisans par Les Stentors (2013)
- The Partisan par Leonard Cohen (Songs from a Room, 1969), version anglaise de La Complainte du partisan.

#### Mai 68
- Street Fighting Man par The Rolling Stones (1968)
- Paris Mai par Claude Nougaro (1968)
- Les Soixante-huitards par Les Brigandes (2016)

#### La Manif pour tous(2012-2016)
- Veilleur je suis là par Philippe Ariño (2014)

#### Mouvement des Gilets jaunes(2018-2019)
- Gilets jaunes par Kopp Johnson (2018)
- Tensions sociales par D.ace (2018)
- « Débranche ta télé » par Antoine Froideveaux (2018)
- Le peuple saigne par Mazfa (2018)
- Les gentils, les méchants par Marguerite (2019)
- Gilets jaunes, colère noire par l'1consolable (2019), évoque aussi Emmanuel Macron, Benjamin Griveaux et Christophe Castaner
- Manu dans l'cul de Damien Saez (2019) évoque Emmanuel et Brigitte Macron.

#### Syndicatsfrançais de gauche
- Suicide social par Orelsan (2011), évoque la Confédération Générale du Travail (CGT), mais aussi les militants d'extrême droite
- Capturées de bonne heure par VII (2017), évoque le Syndicat du travail sexuel (STRASS), mais parle aussi de Silvia Federici et des mouvements féministes du XXe siècle à nos jours

#### Parti communiste français(PCF)
- Mon père était tellement de gauche par les Fatals Picards (2007)

#### Front national
- Porcherie par Bérurier noir (1989)
- Halte au Front par Les Sales Majestés (1997)
- Quelque part en France par Luke (2010)
- Le Front de la haine par Keny Arkana (2011)
- Jamais Nationale par La Canaille (2014)
- J'ai voté FN par Kroc Blanc (2014), éloge
- Hénin-Beaumont par Gauvin Sers (2017)

Raccourci : Musiques sur Jean-Marie et Marine Le Pen
Raccourci : Musiques sur Marion Maréchal Le Pen

#### Charlie Hebdo
- Charlie par No One Is Innocent (2015)
- Charlie par Tryo (2015)
- #JeSuisCharlie par Grand Corps Malade (2015)
- Où est Charlie ? par l'1consolable (2015), évoque aussi Dieudonné, Nicolas Sarkozy, Jacques Chirac, Michelle Alliot-Marie, Zine el-Abidine Ben Ali, Viktor Orbán, Recep Tayyip Erdoğan
- J'ai embrassé un flic par Renaud (2016)

#### La France insoumise
- Cartographie par Skalpel et VII (2019), évoque aussi Matteo Salvini

#### Mouvementsféministesen France
- RaelSan par Orelsan (2011), évoque les Chiennes de Garde, association féministe ayant milité contre lui
- Capturées de bonne heure par VII (2017), sur les mouvements féministes du XXe siècle à nos jours, évoque Silvia Federici et le STRASS

#### Mouvements sociauxfrançais en général
- Hexagone par Renaud (1975), parle de l'affaire de la station Charonne, mais aussi de l'Espagne franquiste et des anarchistes, de la Semaine sanglante de 1871, et d'Augusto Pinochet
- Jeunesse de France par La Souris déglinguée (1988), évoquant les mouvements étudiants en général
- La complainte des ouvriers par Molodoï (1995), évoquant les mouvements ouvriers en général
- Lutter sans cesse par Trust (1996)
- Le Boxon par Parabellum (2007), évoquant les émeutes en général
- Paris brûle par Cortège (2006)
- La Barricade par Bernie (2010), référence à l'Internationale et éloge des émeutes
- Aux armes ! par Melissmell (2010), références à l'Internationale et à La Marseillaise
- Tout casser par Irie Révoltés (2013)
- #NuitDebout par Le Chanteur d'actus (2016), évoquant le mouvement Nuit debout
- La classe ouvrière s'est enfuie par Michel Cloup (2016)
- Jour de manif par Youri (2017)

#### Mouvementsantifascistesen France
- Antifaschist par Irie Révoltés (2010)

#### Mouvements d'extrême droitefrançais en général
- Suicide social par Orelsan (2011), évoque les militants d'extrême droite, mais aussi la CGT

Raccourci : Musiques sur Marine et Jean-Marie Le Pen
Raccourci : Musiques sur Marion Maréchal Le Pen
Raccourci : Musiques sur le front National

#### Mouvementsindépendantistesetrégionalistes
- Lit de mort par VII (2015), parle de l'Euskadi ta Askatasuna, mais aussi du GAL, des fascistes espagnols, et des anarchistes basques
- 17 octobre par Médine (2006), parle du Front de Libération Nationale Algérien, du massacre du 17 octobre 1961 et de Maurice Papon, évoque aussi le l'affaire de Charonne

### Espagne

#### Républicainsetnationalistesdurant laGuerre civile(1936-1939)
- Juillet 1936 par René Binamé (1996), évoquant la République catalane durant la Guerre d'Espagne
- Les Anarchistes par Léo Ferré (1967)
- Lit de mort par VII (2015), parle des fascistes espagnols, des anarchistes basques, de l'ETA et du GAL
- Spanish Bombs par The Clash (1979)

#### Euskadi ta Askatasuna
- Lit de mort par VII (2015), parle aussi du GAL, des fascistes espagnols, et des anarchistes basques
- No al Borbó par Valtonyc (2012), parle aussi du Grapo et de Juan Carlos Ier

#### Groupes antiterroristes de libération
- Lit de mort par VII (2015), parle aussi de l'ETA, des fascistes espagnols, et des anarchistes basques

### Hongrie

#### Insurrection de 1956
- Budapest par Jean-Pax Mefret (1982)
- Budapest 56 par Paris Violence (2000)

### Syrie,IraketÉtat Islamique

#### Guerre civile syrienne(2011-actuel)
- Mourir à Paris par Bérurier noir (2015), évoquant les djihadistes et leurs victimes françaises
- Immortel par VII (2017), sur les soldats kurdes et la guerre en Syrie
- YPJ par Euphonik (2017), sur les femmes kurdes du YPJ combattant Daesh
- Mon fils est parti au Djihad par Gauvin Sers (2017)

### Mouvements internationaux

#### La Première Internationale(AIT)
- L'internationale par Eugène Pottier (paroles) et Pierre Degeyter (composition) (1871-1888)

#### La Troisième Internationale(Komintern)
- L'appel du Komintern par Hanns Eisler (composition) et Franz Jahnke (paroles) (1926)

#### Mouvementsféministes
- Capturées de bonne heure par VII (2017), sur les mouvements féministes du XXe siècle à nos jours, évoque Silvia Federici et le STRASS

#### Mouvementsantifascistes
- Antifaschist par Irie Révoltés (2010)
- Antifascista par ZSK (2013)

### Autres
- Potemkine par Jean Ferrat (1965), sur la mutinerie du cuirassé Potemkine
- Sunday, bloody Sunday par U2 (1983), sur le conflit nord-Irlandais
- 17 octobre par Médine (2006), parle du Front de Libération Nationale Algérien, du massacre du 17 octobre 1961 et de Maurice Papon, évoque aussi le l'affaire de Charonne
- Libérez-nous des Libéraux par les Loco Locass (2004), sur les Libéraux canadiens
- Têtes brûlées par Jeunesse Apatride (2014)